# Xylobium ornatum
Xylobium ornatum är en orkidéart som först beskrevs av Johann Friedrich Klotzsch, och fick sitt nu gällande namn av Robert Allen Rolfe. Xylobium ornatum ingår i släktet Xylobium och familjen orkidéer. Inga underarter finns listade i Catalogue of Life.